# The Kill Room
The Kill Room ist eine US-amerikanische schwarze Komödie aus dem Jahr 2023 von Nicol Paone mit Uma Thurman, Joe Manganiello und Samuel L. Jackson. Das Drehbuch schrieb Jonathan Jacobson.

## Handlung
Patrice Capullo betreibt eine Kunstgalerie, kann aber keine wirklich großen Erfolge damit verbuchen, die Galerie wirft kein Geld ab. Gordon Davis verdient sein Geld mit der Vermittlung von Auftragsmorden für die Mafia. Er sucht eine Methode, um sein Geld zu waschen. Über den Drogendealer Nate lernen sich Patrice und Gordon kennen, die beiden beschließen die Galerie als Geldwaschanlage zu nutzen. Allerdings werden jetzt Kunstwerke benötigt, die die hohen Geldflüsse plausibel machen.
Daher beauftragt Gordon seinen Freund und Auftragskiller Reggie Pitt, sich als Schöpfer von moderner Kunst zu betätigen. Reggie, dessen Markenzeichen das Töten mit einer Plastiktüte über den Kopf seiner Opfer ist, wird unter dem Pseudonym The Bagman bald zum Geheimtipp auf dem Kunstmarkt. Der Erfolg führt jedoch zu eigentlich unerwünschter Aufmerksamkeit der Kunstwelt. Auf der anderen Seite ist Patrices Künstlerin Grace auf den Erfolg von Bagman eifersüchtig, weil Patrice ihre Arbeiten nicht verkauft und ihr in den sozialen Medien keine Aufmerksamkeit verschafft.
Patrice vermutet zunächst, dass Reggie als Drogendealer tätig ist, sie findet seine Kunstinstallationen mit Plastiktüten inspirierend und organisiert eine Ausstellung. Nachdem sie herausfindet, dass er ein Auftragskiller ist, übergibt sie sich vor ihren Gästen in eine der Plastiktüten in Reggies Kunstinstallationen.
Auch die aufgrund ihrer Kleidung Kimono genannte Kunstkritikerin ist von der Kunst des Bagman begeistert und möchte einen Artikel über ihn schreiben. Reggie selbst findet Gefallen an der künstlerischen Tätigkeit und Patrice versucht mit ihm einen Weg zu finden, aus seinem Job als Auftragskiller auszusteigen. Sein Auftraggeber Andrei Gorlich ist davon wenig begeistert, sie schließen aber einen Deal. Wenn Reggie es schafft, Roman Rashnikov, einer der reichsten Menschen Russlands, der entsprechend gut geschützt ist, zu beseitigen, erfüllt er ihm jeden Wunsch.
Kimono erzählen Patrice und Reggie, dass er noch ein letztes Kunstwerk enthüllen wird, bevor er seine Arbeit als Künstler beendet. Zu deren Präsentation erscheint auch Roman Rashnikov. Ohne seinen Bodyguard geht Rashnikov gemeinsam mit Reggie in einen schalldichten Raum, wo Reggie versucht, Rashnikov mit einer Plastiktüte zu ermorden. Der Überlebenskampf wird per Video in einer Galerie für das anwesende Publikum übertragen, wobei nicht Reggie selbst die Tat zu Ende bringt, sondern einer seiner Kollegen. Die Übertragung wird vom Publikum begeistert aufgenommen.
Patrice hilft Reggie mittels Rashnikovs Boot unterzutauchen und Grace erhält ihre erste große Ausstellung. Die Küstenwache findet später das unbemannte Boot Rashnikovs bei Havanna und vermutet, dass er möglicherweise aufgrund rauher See im Meer verschwunden ist. Rashnikovs Leiche wird nicht gefunden.

## Synchronisation
Die deutsche Synchronisation übernahm die Deluxe Media GmbH. Das Dialogbuch schrieb Felix Stackfleth, Dialogregie führte Gerd Naumann.
| Rolle          | Darsteller        | Synchronsprecher         |
| -------------- | ----------------- | ------------------------ |
| Patrice        | Uma Thurman       | Petra Barthel            |
| Gordon         | Samuel L. Jackson | Engelbert von Nordhausen |
| Reggie         | Joe Manganiello   | Tobias Kluckert          |
| Grace          | Maya Hawke        | Franciska Friede         |
| Der Kimono     | Debi Mazar        | Christin Marquitan       |
| Andrei         | Nikolai Tsankov   | Lutz Schnell             |
| Anika          | Dree Hemingway    | Magdalena Helmig         |
| Anton          | Tom Pecinka       | Ricardo Richter          |
| Denys          | Noam Shapiro      | Rainer Fritzsche         |
| Dr. Galvinson  | Larry Pine        | Bernd Vollbrecht         |
| Leslie         | Amy Keum          | Daniela Molina           |
| Mae Li         | Jennifer Kim      | Manja Doering            |
| Mrs. Galvinson | Candy Buckley     | Liane Rudolph            |
| Nate           | Matthew Maher     | Patrick Bach             |
| Roan Collins   | Neal Davidson     | Bernd Egger              |

## Veröffentlichung
In den USA kam die Schwarze Komödie Ende September 2023 in die Kinos. Der Kinostart in Deutschland erfolgte am 21. März 2024.
Auf Sky und WOW wurde der Film am 26. Oktober 2024 veröffentlicht.

## Produktion und Hintergrund
Der Film wurde von der Yale Productions und Idiot Savant Pictures produziert, als Produzenten fungierten Jordan Yale Levine, Jordan Beckerman, Anne Clements, William Rosenfeld, Bill Kenwright, Nicol Paone, Dannielle Thomas, Jason Weinberg und Uma Thurman. Die Dreharbeiten begannen im Frühjahr 2022 in New York und New Jersey. Drehorte waren unter anderem Jersey City und Hoboken.
Die Kamera führte Bartosz Nalazek, die Musik schrieben Jessica Rose Weiss und Jason Soudah, die Montage verantwortete Gillian L. Hutshing und das Casting Ellen Lewis und Kate Sprance. Das Kostümbild gestaltete Evren Catlin und das Produktionsdesign Maite Perez-Nievas.
Für Regisseurin Nicol Paone war es nach der Komödie Friendsgiving (2020) die zweite Regiearbeit. Samuel L. Jackson und Uma Thurman standen zuvor für Pulp Fiction (1994) gemeinsam vor der Kamera. Maya Hawke wurde erstmals an der Seite ihrer Mutter Uma Thurman besetzt.

## Rezeption
Frank Scheck meinte im US-Branchenblatt The Hollywood Reporter, dass der Film dank des Charismas seiner Hauptdarsteller durchaus sehenswert bleibe. Auch die talentierte Besetzung von Nebendarstellern sorge zwischendurch für Spaß. Allerdings würden ihre Bemühungen nicht ausreichen, um die Mischung aus brutaler Gewalt und derbem Humor schmackhaft zu machen.
Richard Roeper bewertete den Film in der Chicago Sun-Times mit drei von vier Sternen. Die Chemie zwischen den beiden Hauptdarstellern Uma Thurman und Samuel L. Jackson sei in der gut gespielten Kunstsatire großartig.
Oliver Armknecht vergab auf film-rezensionen.de sechs von zehn Punkten. Der Film werde zwar als Genrebeitrag verkauft, sei letztendlich aber primär eine Satire auf den Kunstmarkt und als solche tatsächlich unterhaltsam. Er werde aber nur selten so bissig, wie man es bei dem Szenario erwarten würde. Auch das Ende sei zwiespältig, wenn ein böser Einfall auf Beliebigkeit stößt.
Christian Klosz bezeichnete den Film auf filmpluskritik.com als smarte und unterhaltsame Mischung aus Genre-Beitrag und Satire, die sich auf ein gutes, wendungsreiches Drehbuch und solide Darstellerleistungen verlassen könne und bewertete diesen mit acht von zehn Sternen.
Stefan Geisler dagegen kritisierte auf Filmstarts.de, dass die Dialoge mehr Pfiff gebraucht hätte, die Kritik am Kunstgeschäft hätte bissiger sein müssen – dann hätte es womöglich für einen zumindest soliden Tarantino-Klon gereicht. So aber sei die müde Satire ein echter Reinfall, da könnten selbst die gut aufgelegten Stars nur wenig retten.